# 窮理
窮理（きゅうり）は、「理をきわめる」（理を探究する・研究する）を意味する漢語。『易経』説卦伝の一節「窮理盡性以至於命」に由来する。

## 中国
主に朱子学の用語として使われ、「格物致知」と結び付けて「格物窮理」とも言われた。
朱子学以前の中国仏教にも「窮理盡性」の用例があり、道安『二教論』、僧肇『注維摩』、僧叡『小品経序』などに見られる。

## 幕末明治
江戸時代後期から幕末・明治初期には、「窮理」が朱子学から独立して使われた。すなわち、西洋由来の自然学全般（洋学・自然科学・自然哲学）、特に現代でいう「物理学」（英語: physics）が「窮理」や「窮理学」と呼ばれ、窮理の書物（窮理書）が多数刊行された。明治初期には「窮理」が流行語になった（窮理熱）。
窮理書の内容は、基本的には「空気」「水」など身近な物について解説する科学啓蒙的な内容である。例として以下がある。
- 『窮理図解』 - 福沢諭吉の著作。1868年出版。代表的な窮理書。
- 『窮理通』 - 帆足万里の著作。1836年完成、1856年一部出版[6]。→帆足万里#『窮理通』
- 『滑稽窮理 臍の西国』 - 増山守正の著作。1876年出版。落語[7]。

『オッペケペー節』の歌詞にも「窮理」が出てくる。
幕末の朱子学者・大橋訥庵は、以上のような「窮理」の転義を嘆いていた。